# Dentimachus nipponensis
Dentimachus nipponensis är en stekelart som beskrevs av Kaur 1989. Dentimachus nipponensis ingår i släktet Dentimachus och familjen brokparasitsteklar. Inga underarter finns listade i Catalogue of Life.